# Violeta Bermúdez

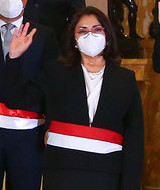
Violeta Bermúdez, 18. November 2020

Violeta Bermúdez Valdivia (geboren am 12. August 1961 in Lima) ist eine peruanische Juristin, Schriftstellerin und Diplomatin. Von November 2020 bis Juli 2021 war Bermúdez Premierministerin von Peru. Zuvor hatte sie einen Posten in der United States Agency for International Development inne und arbeitete in den Kabinetten von Präsident Alejandro Toledo und Premierministerin Beatriz Merino.

## Leben
Sie ist am 12. August 1961 in Lima als Tochter von Adrián Bermúdez Morales und Violeta Valdivia geboren. Sie besuchte die Schule Colegio Nacional de Mujeres Rosa de Santa María in der Stadt Lima.
Nach ihrem Abschluss studierte sie Jura an der Universität Nacional Mayor de San Marcos. Nach Beendigung ihres Jurastudiums machte sie ihren Master in Rechtswissenschaften mit Schwerpunkt Verfassungsrecht an der Pontificia Universidad Católica del Perú.

## Politischer Werdegang
Von 1985 bis 1997 arbeitete sie in der Manuela-Ramos-Bewegung als allgemeine Koordinatorin. Anschließend, von April 1997 bis Januar 2002, war sie Menschenrechtskoordinatorin für die United States Agency for International Development, Abteilung Peru.
Im Januar 2002 wurde sie von Präsident Alejandro Toledo unter der Leitung von Ministerin Cecilia Blondet zur stellvertretenden Ministerin für Förderung von Frauen und human development ernannt. Sie blieb bis August desselben Jahres auf diesem Posten.
Von Juli bis Dezember 2003 war sie Leiterin des Beraterkabinetts im Präsidium des Ministerrats (PCM), in der Amtszeit von Beatriz Merino. Während dieser Zeit war sie die Vertreterin des PCM vor dem Nationalen Lenkungsausschuss für die Prävention und Beseitigung von Kinderarbeit.
Von 2012 bis 2017 war sie Direktorin des Projekts Pro-Decentralization der United States Agency for International Development, das die Dezentralisierung und Modernisierung des Staates im Amazonasgebiet umsetzen wollte.

## Premierministerin
Am 18. November 2020 wurde sie zur Ministerpräsidentin von Peru ernannt. Sie löste Ántero Flores Aráoz wegen der wachsenden Proteste im Land ab. Sie ist die fünfte Frau in der Geschichte des Landes, die dieses Amt innehat. Am 28. Juli 2021 traten Bermúdez und ihr Kabinett zurück. Der vom neu gewählten Präsidenten Pedro Castillo ernannte Nachfolger Guido Bellido trat am Folgetag sein Amt an.
Am 3. Dezember 2020 erschien Bermudez vor dem Kongress, um die allgemeine Politik ihrer Regierung vorzustellen und sich die Zustimmung des Parlamentes zu sichern. Die Vorstellung des Kabinetts Bermudez fand inmitten des Agrarstreiks statt, so dass die Parlamentarier die Debatte frühzeitig beendeten und zur Abstimmung übergingen. Das Kabinett erhielt die Zustimmung mit 111 Ja-Stimmen, 7 Nein-Stimmen und einer Enthaltung.

### Vacunagate
Am 11. Februar 2021 wurde Bermudez wegen des Skandals um die Impfung des ehemaligen Präsidenten Martin Vizcarra, der Teil des sogenannten Vacunagate sein sollte, vor den Kongress der Republik geladen. Bermudez nahm zusammen mit Gesundheitsministerin Pilar Mazzetti und Arbeitsminister Javier Palacios Gallegos teil. Bermudez besuchte den Palacio Legislativo und sagte: „Leider habe ich nichts über die Impfung von Vizcarra zu berichten.“
Am Abend des 12. Februar trat die Gesundheitsministerin Pilar Mazzetti zurück. Am 14. Februar berichtete die Zeitung „La República“, dass Peru 2000 Dosen des experimentellen Impfstoffs von Sinopharm besitze, welche nicht in der klinischen Studie genutzt wurden. Diese Dosen wurden teilweise dem medizinischen und technischen Personals verabreicht, das für die klinische Studie verantwortlich war, aber auch mehreren Beamten des Außen- und des Gesundheitsministeriums. Die Außenministerin Elizabeth Astete erhielt ebenfalls die erste Dosis des Impfstoffs von Sinopharm. Sie trat zurück, nachdem ihre Impfung öffentlich gemacht worden war.
Am 15. Februar berichtete Premierministerin Bermudez zusammen mit Präsident Francisco Sagasti, dass 487 Personen irregulär geimpft worden seien. Darunter waren zwei Beamte vom Präsidium des Ministerrats (PCM). Die Premierministerin entschuldigte sich jedoch mit dem Argument, dass diese Mitarbeiter nicht von ihrer Regierung angestellt worden seien und zu diesem Zeitpunkt nicht mehr im PCM arbeiteten.
Am 22. März 2021 nahm die ehemalige Außenministerin Elizabeth Astete an der Unterkommission für verfassungsrechtliche Anklagen des Kongresses der Republik teil, wo sie bekräftigte, dass sie Präsident Francisco Sagasti von ihrer Impfung erzählt habe und er das Verfahren genehmigt habe. Sie erzählte auch, dass Präsident Sagasti sie gebeten habe, nach der Vorlage ihres Rücktrittsschreibens im Amt zu bleiben.